# Regió de Prússia Occidental
|  | No confondre amb la Prússia Occidental |

La Regió de Prússia Occidental (en alemany: Regierungsbezirk Westpreußen) va ser una regió administrativa (Regierungsbezirk) de la província de Prússia Oriental. Va existir des del 1920 fins al 1939. La seva capital era la ciutat de Marienwerder (Kwidzyn).

## Història
Amb l'entrada en vigor del Tractat de Versalles, la regió de Marienwerder de la província prussiana de Prússia occidental es va dissoldre el 10 de gener de 1920. La major part del territori va anar a parar a la Segona República Polonesa. El districtes més orientals van prendre part en el plebiscit de Prússia oriental i es van mantenir dins de l'Estat Lliure de Prússia de la República de Weimar.
L'1 de juliol de 1922, aquests districtes es va incorporar a la província de Prússia Oriental i van canviar de nom a Regió de Prússia Occidental. La seu de la regió es va mantenir a Marienwerder.
Al començament de la Segona Guerra Mundial, les tropes alemanyes van ocupar Polònia. El 26 d'octubre de 1939, la regió de Prússia Occidental va ser unida a la Ciutat Lliure de Danzig i a l'antic corredor polonès per crear el Reichsgau de Danzig-Prússia Occidental. Amb aquesta unió la regió de Prússia Occidental desapareixia i es tornava a crear la regió de Marienwerder.

## Divisió administrativa (1920-1939)
| Kreise (districtes rurals) | Kreisfreie Städte (districte urbà)      |
| --- | --------------------------------------- |

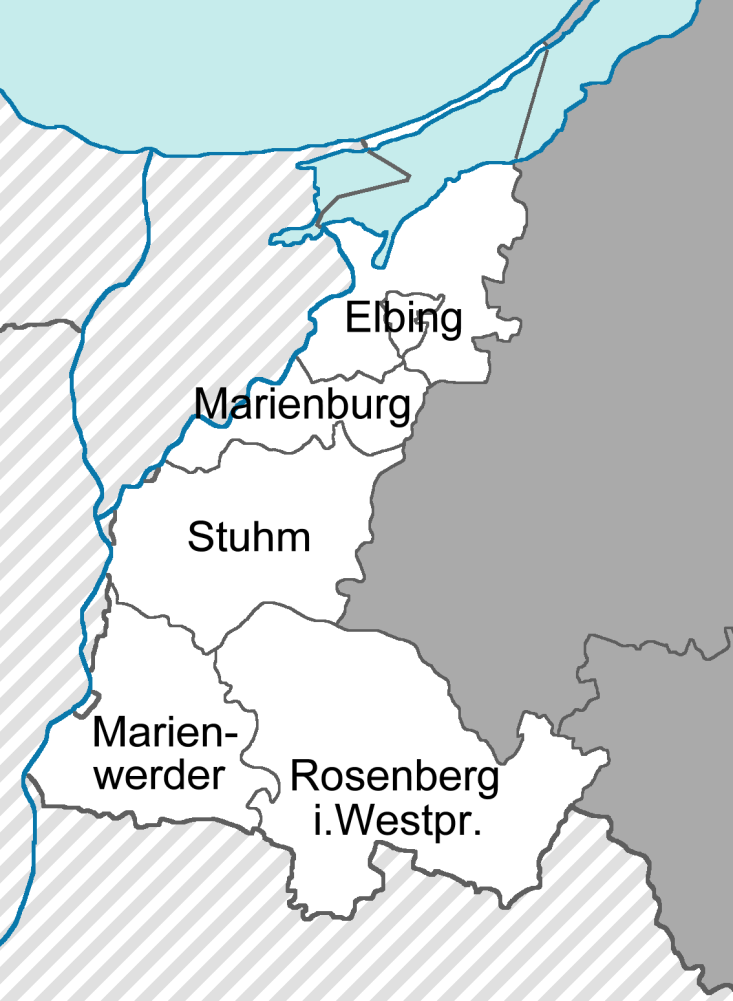
Regió de Prússia Occidental

| - Districte d'Elbing - Districte de Marienburg - Districte de Marienwerder - Districte de Rosenberg in Westpreußen - Districte de Stuhm | 1. Elbing sorgit del Districte d'Elbing |